# واو (أغنية)
«واو» (بالإنجليزية: Wow)‏ هي أغنية للفنانة الأسترالية كايلي مينوغ وأخذت من ألبومها العاشر إكس (2007). وهو من تأليف مينوغ، جريج كورستين، كارين بول، في حين تولى كورستين الإنتاج. طلبت مينوغ إنشاء استوديو في إيبيزا مع بول وكورستين حيث سجلت هذه الأغنية مع غيرها من الأغاني. وتم إصدارها بوصفها ثاني منفردة من الألبوم في 15 فبراير 2008 من قبل بارلوفون.
أدخلت الأغنية أصوات القيثارة، والمزج الإلكتروني ولوحات المفاتيح والطبل، إلى جانب وصلات البيانو في بعض المقاطع. تم وضع الأغنية على إيقاع الرقص مع إدخال عناصر إلكترونية أخرى. تلقت الأغنية ردود فعل متباينة من النقاد الموسيقى المعاصرين عند صدورها، الذي أشادوا بالإنتاج؛ إلا أن النقاد رأوا أن توقيتها كان سيئاة. ومع ذلك، فقد حققت نجاحا تجاريا. وصلت الأغنية إلى العشرين الأوائل على قائمة بيلبورد لأغاني الرقص والنوادي، في الأم بلدها أستراليا، والمملكة المتحدة وايرلندا وفرنسا ونيوزيلندا وهنغاريا.
أدت مينوغ الأغنية على ثلاث من جولاتها. وأدتها أول مرة في أول جولاتها العالمية، كايلي إكس 2008، في فقرتها تشير سكواد، حيث أدت أيضا أغاني «هارت بيت روك» و «شوك». ثم ظهرت على جولتها كايلي يو إس أيه 2009. كما أدت الأغنية في عام 2014 في جولة كيس مي ون مور تايم وفي عام 2015 على جولة كايلي سامر 2015. كما ظهرت الأغنية في العديد من الإنتاجات الإعلامية. وقد تم استخدمت كموسيقى خلفية في مسلسل ربات بيوت يائسات، وبرنامج كايلي وأدرجت في الموسيقى التصويرية للفيلم بيفرلي هيلز تشيواوا.
بالإضافة إلى ذلك، أصدرت الأغنية مرتين في المملكة المتحدة بإصدارات بديلة بدلا من نسخة واحدة. تم إخراج فيديو كليب الأغنية من قبل ميلينا ماتسوكاس، وتظهر مينوغ بزي مستقبلي في نادي وترقص مع أشخاص بأزياء فضائية. تلقي الفيديو كليب مراجعات إيجابية، معظمها حول الشكل المستقبلي للفيديو.